# Rüttenscheid
Rüttenscheid ist ein Stadtteil der Stadt Essen. Südlich der Innenstadt gelegen grenzt er an die Stadtteile Holsterhausen, Margarethenhöhe, Bredeney, Stadtwald, Bergerhausen, Huttrop und an das Südviertel. Die Grenzen von Rüttenscheid verlaufen im Norden von der Albrechtstraße über die Kahrstraße, weiter über die Witteringstraße bis zur Rellinghauser Straße. Im Osten die Rellinghauser Straße entlang bis zur A 52. Von dort an der A 52 entlang, inklusive des südlich der Autobahn gelegenen Gewerbegebiets Langenbrahm, bis zum Ende des Grugaparks. Im Westen bildet der Külshammerweg/Virchowstraße bis zur Krawehlstraße/Brunostraße die Grenze.

## Charakter

### Zentraler Bereich
Der zentrale Bereich Rüttenscheids liegt an der Rüttenscheider Straße, kurz Rü genannt. Hier gibt es rund einhundert Cafés, Kneipen und Restaurants sowie Einzelhandelsgeschäfte. In Rüttenscheid finden jährlich wiederkehrende Veranstaltungen statt, wie beispielsweise das Rü-Fest, ein Stadtteilfestival mit Live-Musik. Bei der Rüttenscheider Musiknacht präsentiert sich die Rüttenscheider Musik- und Kneipenszene. Weitere regelmäßige Veranstaltungen sind das internationale Radrennen Rü-Cup, die Oldtimer-Rally Tour de Rü und der Rüttenscheider Wintermarkt.
Im südlichen Rüttenscheid liegt das Girardet-Haus, ein ehemaliger Druckereibetrieb mit bis zu 3500 Mitarbeitern. Der Bereich wurde mit einer Passage mit Arzt- und Anwaltspraxen, einer Tanzschule, einer Seniorenwohnanlage sowie einem Brauerei-Gasthof und Restaurants umgestaltet. Im Südosten Rüttenscheids ist die Siedlung Altenhof, eine Kruppsche Siedlung einst nur für pensionierte Arbeiter des Unternehmens.

### Verwaltungsviertel und Unternehmensstandort
In Rüttenscheid befinden sich das Polizeipräsidium Essen sowie das Justizzentrum Essen mit Amtsgericht, Landgericht, Arbeitsgericht, Staatsanwaltschaft und dem Landessozialgericht sowie einem Untersuchungshaftgefängnis.
Zudem sind hier der Energiekonzern E.ON, die Ruhrbahn, die Stadtwerke Essen und der Stromerzeuger Steag ansässig.

### Öffentliche Einrichtungen
Über die Stadtgrenze hinaus bekannt sind die Messe Essen, der Grugapark und die Grugahalle sowie das Alfried Krupp Krankenhaus. Rüttenscheid verfügt mit dem Schwimmzentrum Rüttenscheid und dem Grugabad über zwei öffentliche Schwimmbäder. Zu den Bildungseinrichtungen zählen drei Grundschulen, eine Realschule sowie das Helmholtz- und das Maria-Wächtler-Gymnasium.

### Verkehr
Durch Rüttenscheid verlaufen die Linie U 11 der Stadtbahn Essen, die Straßenbahnlinien 101, 106, 107 und 108 sowie die Buslinien 142, 145, 160, 161, NE 7, NE 8, NE 13 und NE 14. Wichtigste Knotenpunkte sind die U-Bahnhöfe Rüttenscheider Stern und Martinstraße.
| Linie   | Verlauf | Takt (Mo–Fr)                                                                                     |
| ------- | --- | ------------------------------------------------------------------------------------------------ |
|         | GE-Horst, Buerer Straße – Schloss Horst – GE-Horst, Fischerstraße – E-Karnap, Alte Landstraße – Boyer Straße – E-Karnap, Arenbergstraße – E-Altenessen, Heßlerstraße – II. Schichtstraße – U Karlsplatz – U Altenessen Mitte – U Kaiser-Wilhelm-Park – U Altenessen Bf – U Bäuminghausstraße – U Bamlerstraße – U Universität Essen – U Berliner Platz – U Hirschlandplatz – U Essen Hbf – U Philharmonie – U Rüttenscheider Stern – U Martinstraße – U Messe Ost/Gruga – Essen, Messe West/Süd/Gruga | 10 min                                                                                           |
| 101 106 | Borbeck Germaniaplatz – Bergeborbeck Leimgartsfeld – Bergeborbeck Bf – Helenenstraße – U Berliner Platz – U Rheinischer Platz – U Rathaus Essen – U Essen Hbf – Rüttenscheider Stern – Holsterhauser Platz – Hobeisenbrücke – Alfred-Krupp-Schule – Essen West – Helenenstraße Die Linie 101 verkehrt Borbeck → Helenenstraße → Hauptbahnhof → Rüttenscheid → Helenenstraße Die Linie 106 verkehrt Helenenstraße → Rüttenscheid → Hauptbahnhof → Helenenstraße → Borbeck                              | 10 min                                                                                           |
| 107     | Kulturlinie 107: Abzw. Katernberg – Zollverein – Stoppenberg – U Viehofer Platz – U Rathaus Essen – U Essen Hbf – U Philharmonie – U Rüttenscheider Stern – Rüttenscheid U Martinstraße – U Florastraße – Bredeney | 10 min (nur zur HVZ)                                                                             |
| 108     | Altenessen Bf – Höltestraße – Seumannstraße – Katzenbruchstraße – Am Freistein – U Viehofer Platz – U Rathaus Essen – U Essen Hbf – U Philharmonie – U Rüttenscheider Stern – Rüttenscheid U Martinstraße – U Florastraße – Alfredusbad – Kruppallee – Frankenstraße – Bredeney | 10 min                                                                                           |
| 142     | Annental, Betriebshof Ruhrallee – Rellinghausen – Stadtwaldplatz – Rüttenscheid Martinstraße – Alfredbrücke – Messe Essen/Gruga – Messe West/Süd/Gruga – Bredeney Friedhof – Schuir Abzweig Flughafen – Schwimmbad Kettwig – Kettwiger Markt – Kettwig | 20 min 10 min (HVZ)                                                                              |
| 145     | Essen-Haarzopf Erbach – Fulerum, Südwestfriedhof – Frohnhausen, Wickenburgstraße – Alfred-Krupp-Schule – Weststadt – Berliner Platz – Rathaus Essen – Essen Hbf – Rüttenscheid – Stadtwaldplatz – Heisingen Baldeneysee | 20 min (Erbach–Rath. Essen) 10 min (Rath. Essen–Heisingen) 5 min (Rath. Essen–Heisingen zur HVZ) |
| 160     | Borbeck Bf – Altendorf Schölerpad – Nöggerathstr. – Frohnhausen, Gervinusstr. – Holsterhausen – Rüttenscheid Martinstraße – Bergerhausen Huttropstr. – Huttrop Schwanenbuschstr. – Frillendorf – Stoppenberg Ernestinenstr. | 20 min                                                                                           |
| 161     | Altendorf Schölerpad – Frohnhausen – Frohnhausen – Holsterhausen – Rüttenscheid Martinstraße – Bergerhausen Huttropstr. – Huttrop Schwanenbuschstr. – Frillendorf – Stoppenberg Ernestinenstr. | 20 min                                                                                           |
| NE7     | Essen Hbf – Rüttenscheid – Stadtwaldplatz – Heisingen Baldeneysee | 60 min                                                                                           |
| NE8     | Essen Hbf – Philharmonie – Rüttenscheider Stern – Rüttenscheid Martinstraße – Florastraße – Bredeney – Werden – Werdener Markt – Essen-Heidhausen – Velbert-Losenburg Klinikum Niederberg – Birth – Am Berg – Velbert ZOB | 60 min                                                                                           |
| NE13    | Essen Hbf – Philharmonie – Rüttenscheider Stern – Rüttenscheid Martinstraße – Alfredbrücke – Messe Essen/Gruga – Messe West/Süd/Gruga – Sommerburgstr. – Schuir – Schwimmbad Kettwig – Gewerbegebiet Kettwig – (Kettwiger Markt →) Kettwig | 60 min                                                                                           |
| NE14    | Bergeborbeck Bf – Altendorf, Helenenstraße – Bockmühle – Frohnhauser Platz – Alfred-Krupp-Schule – Holsterhauser Platz – Rüttenscheid, Martinstraße – Huttropstraße – Steele – Kray Süd Bf – Kray Mitte – Kray Nord Bf | 60 min                                                                                           |

Im östlichen Zipfel Rüttenscheids befindet sich der Haltepunkt Essen Süd der S-Bahn-Linie 6, die hier von der Straßenbahnlinie 105 gekreuzt wird.
Seit den 1970er Jahren wurde geplant, die Stadtbahnlinie U 11 und die Straßenbahnlinien 101 und 107 vom Hauptbahnhof durchgehend nach Bredeney in einen Tunnel unter die Rüttenscheider Straße zu verlegen. Im Sommer 1986 wurde die Strecke eröffnet, worauf die Umgestaltung der Rüttenscheider Straße in ihr heutiges Bild folgte. Die im Tunnel liegende Strecke besitzt Drei-Schienen-Gleise, die gleichermaßen dem Betrieb der Straßenbahnen des Typs M auf Meterspur und der Stadtbahnen des Typs B auf Normalspur erlauben. Die Bahnsteighöhe der Haltepunkte beträgt der Einstiegshöhe der B-Wagen entsprechend 80 cm. Die M-Wagen erhielten Klapptritte, um ebenfalls auf dieser Höhe einen ebenen Ein- und Ausstieg zu gewährleisten. Später von der damaligen EVAG (heute Ruhrbahn) beschaffte Niederflurbahnen können daher die Tunnelstrecke unter der Rüttenscheider Straße nicht bedienen. Seit der Netzumstellung am 14. Juni 2015 befährt die Straßenbahnlinie 101 nicht mehr die Südstrecke bis Bredeney, sondern bildet zusammen mit der Straßenbahnlinie 106 einen Ringverkehr mit Ausgangspunkt Borbeck über Essen Hbf und Rüttenscheider Stern. Als Ersatz wurde die Straßenbahnlinie 108 geschaffen, welche mit M-Wagen zwischen Altenessen und Bredeney verkehrt. Auch die Kulturlinie 107 muss daher bereits am Hauptbahnhof enden.
Am Südrand des Stadtteils verläuft die Autobahn A 52, am Westrand die Bundesstraße 224 (Alfredstraße).

### Kirchen
Das älteste Gotteshaus in Rüttenscheid ist die denkmalgeschützte Siechenkapelle aus dem 15. Jahrhundert.
Die evangelische Reformationskirche an der Ecke Alfredstraße/Martinstraße wurde im Zweiten Weltkrieg zerstört und nicht wieder aufgebaut. Ihre Grundsteinlegung erfolgte am 4. November 1899, ihre Einweihung am 13. Juli 1902, erbaut durch den Architekten Carl Nordmann. Als Nachfolger wurde ein Saalbau im Innenhof des Ernst-Moritz-Arndt-Hauses als Neue Reformationskirche 1950 durch Horst Lippert errichtet. 1964 wurde die Versöhnungskirche an der Alfredstraße eingeweiht.
1890 wurde die St. Ludgerus-Kirche geweiht, die nach Kriegszerstörung 1950 wieder aufgebaut wurde. 1957 war die St. Andreas-Kirche durch Rudolf Schwarz fertiggestellt und 1995 unter Denkmalschutz gestellt worden. Ihr Vorgängerbau an gleicher Stelle ist ebenfalls im Krieg zerstört worden. 1967 kam die Kirche St. Martin an der Rüttenscheider Straße hinzu, die 2006 geschlossen und zu einem Altenpflegeheim umgebaut wurde. Die heutige Krankenhauskirche des Alfried Krupp Krankenhauses war die katholische Kapelle der Krupp-Siedlung Altenhof, die im Jahre 1900 im Beisein von Kaiser Wilhelm II. eingeweiht wurde.
In Rüttenscheid befindet sich neben anderen religiösen Vereinigungen die größte Kirche und Kirchengemeinde der Neuapostolischen Kirche in Essen.

### Bevölkerung
Am 31. März 2025 lebten 30.869 Einwohner in Rüttenscheid.
Strukturdaten der Bevölkerung in Rüttenscheid (Stand: 31. März 2025):
- Bevölkerungsanteil der unter 18-Jährigen: 12,6 % (Essener Durchschnitt: 16,9 %)[5]
- Bevölkerungsanteil der mindestens 65-Jährigen: 20,1 % (Essener Durchschnitt: 21,7 %)[6]
- Ausländeranteil: 15,1 % (Essener Durchschnitt: 20,6 %)[7]

## Bildergalerie

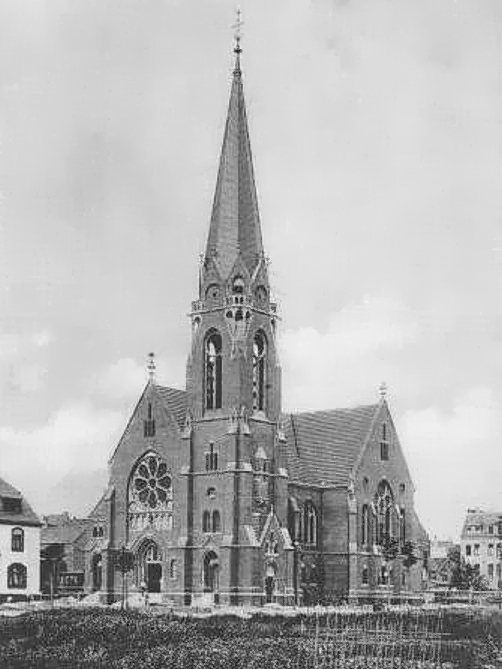
Reformationskirche um 1902
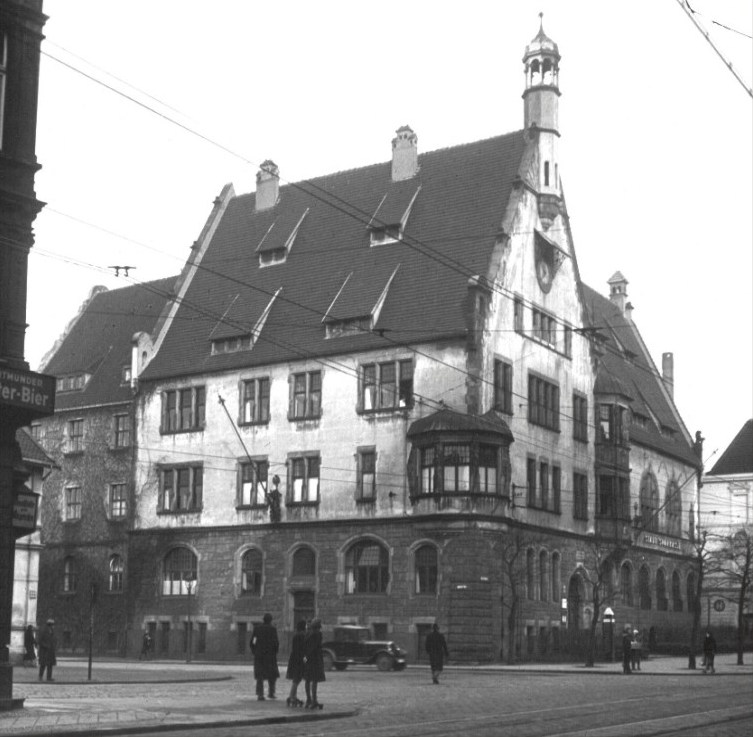
Rathaus der Bürgermeisterei Rüttenscheid 1903
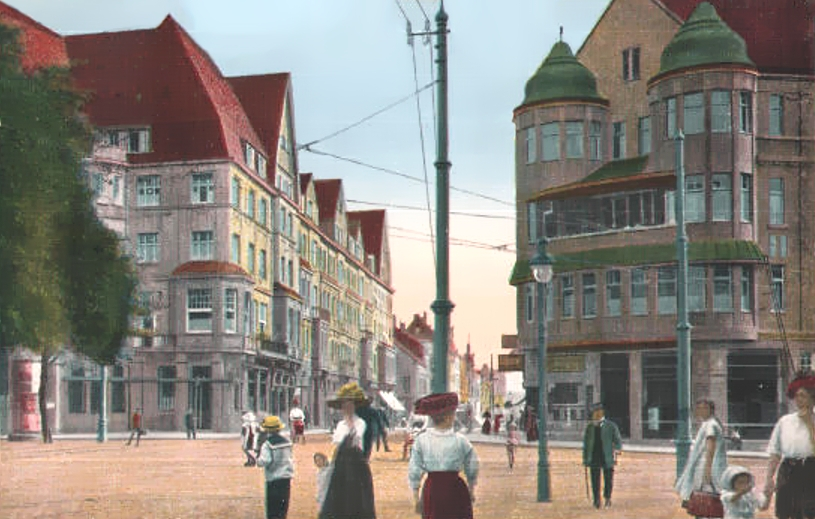
Claraplatz um 1914 (heute Rüttenscheider Stern)
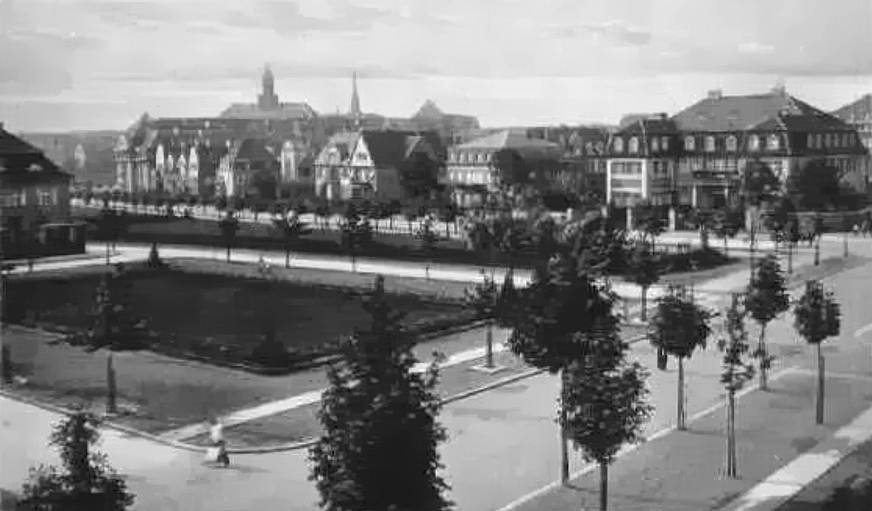
Haumannplatz um 1920, im Vordergrund die Alfredstraße
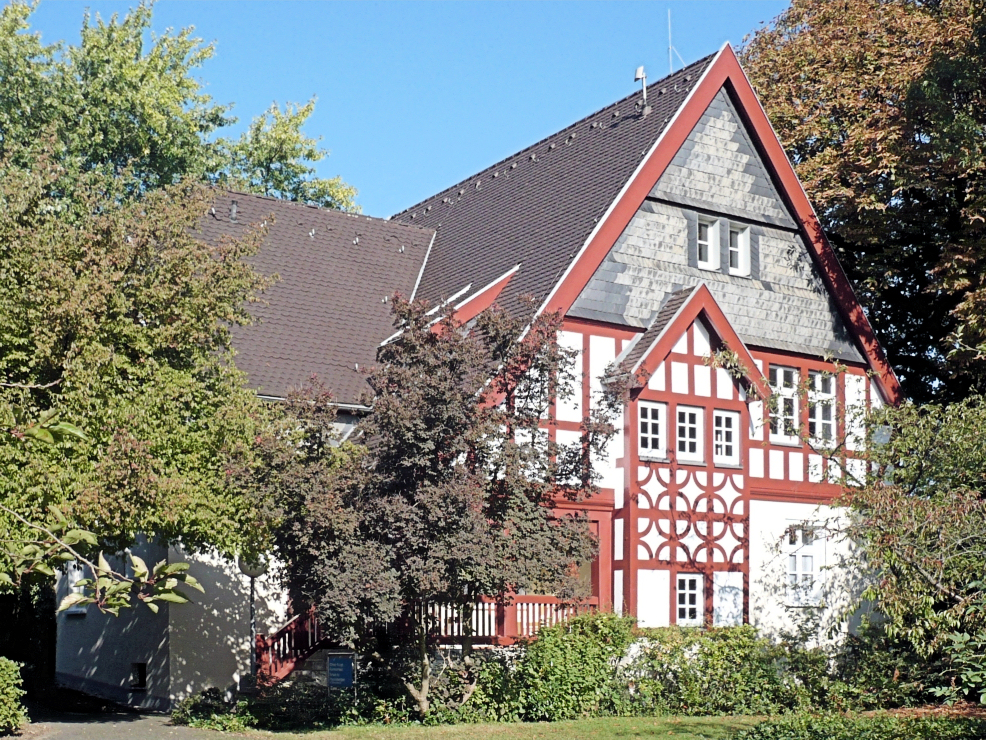
Pfründnerhaus der Siedlung Altenhof
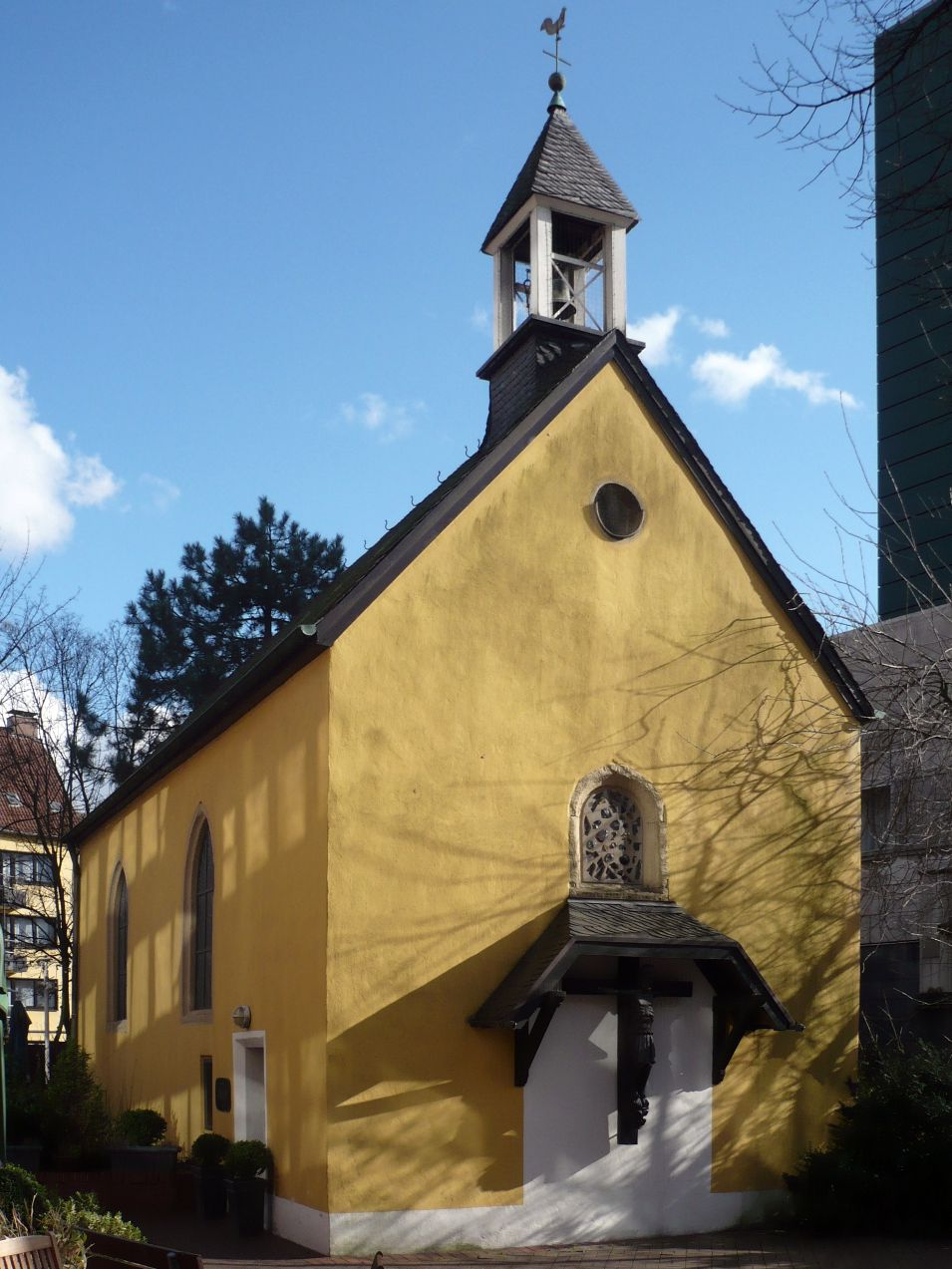
Siechenkapelle 2008
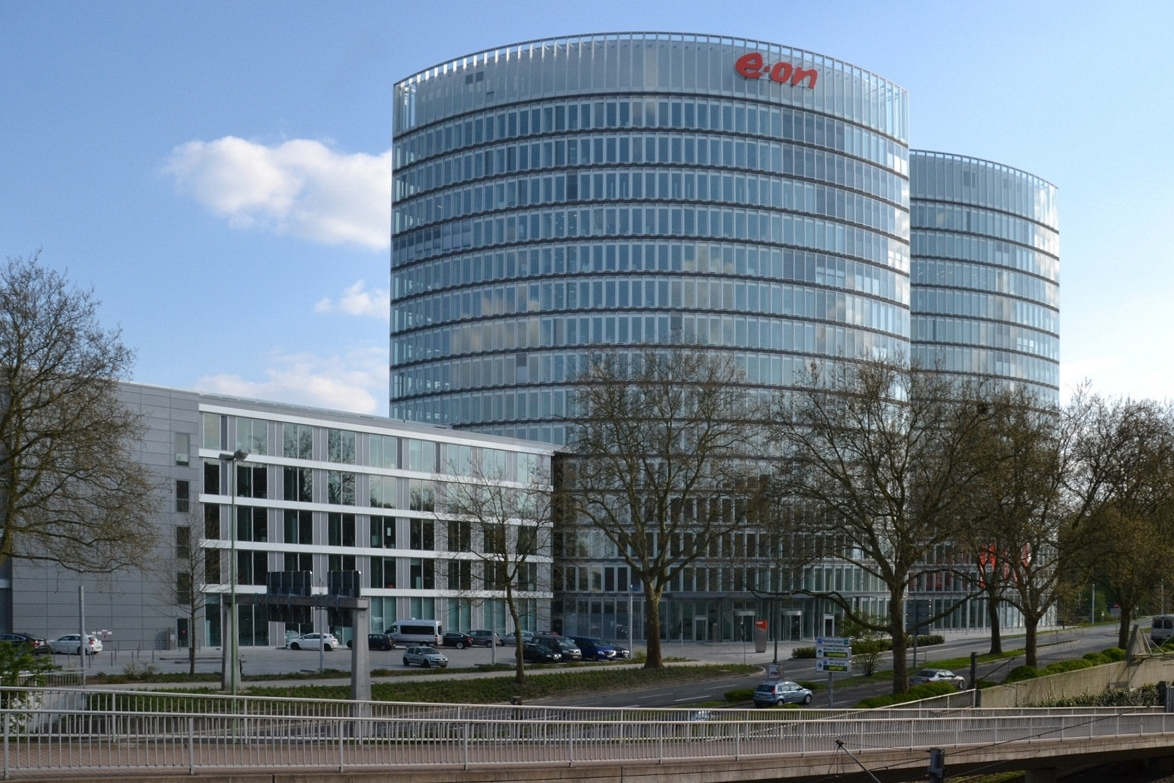
Hauptverwaltung von E.ON

## Geschichte

### Von der Frühzeit bis zur Eingemeindung
Die erste urkundliche Erwähnung Rüttenscheids lässt sich auf das Jahr 970 datieren:

“Rudenscethe / Tradidit Frithuric pro animas fratris sui Ripuvini sancto Lutgero; territorium unum in Rudenscethe com mansis et com omni utilitate.”

„Rüttenscheid / Frithuric hat für die Seele (das Seelenheil) seines Bruders Ripuvinus dem heiligen Ludgerus (der Abtei Werden) ein Stück Land in Rüttenscheid mit Haus, Eigentumsrechten und Nutzung übergeben.“

Etwas früher, nämlich schon 943, wird die Bauernsiedlung Fugalinghusen (Vöcklinghausen) erwähnt, die zu Rüttenscheid gehört. Die mittelalterliche Namensform Riudenscethe basiert vermutlich auf hriudi, also Riedgras, durch dessen Schnitt die Ansiedlung ermöglicht wurde.
Der alte Weg von Essen nach Werden – die heutige Rüttenscheider Straße – führte genau durch Rüttenscheid. Von 1422 bis 1445 wurde an dem Weg eine Siechenkapelle gebaut, die die geistliche Betreuung der Patienten des Siechenhofs verbesserte. Die Patienten waren Aussätzige und Leprakranke, die bis etwa 1726 dort – im Wald gelegenen Siechenhof – behandelt wurden.
In dem Gebiet, welches später als Montagsloch bekannt wurde (siehe unten), sind im 14. und 15. Jahrhundert mehrere Höfe bezeugt, die Lehensbeziehungen und damit eine Abgabenpflicht teils zum Stift Essen und teils zur Abtei Werden hatten. Dazu gehören der 1359 erstmals erwähnte Montagshof, der 1394 erstmals erwähnte Ritterhof (später Niemöhlmann), der 1413 erstmals erwähnte Kahmannhof, der Beckmannshof und im weiteren Umkreis südlich der Hof Silberkuhle. Bei diesem Hof ist bezeugt, dass die Witwe Johannis de Ruddenscede 1354 das Stück Land zum Abbau von Silber, Kupfer und Blei verkaufte. Das ist auch der erste Beleg für Erzabbau im Essener Raum.
Im Grunde war Rüttenscheid bis etwa 1850 ländlich geprägt. 1772 wird Rüttenscheids einzige Zeche, die Zeche Langenbrahm, gegründet, die bis 1966 in Betrieb war.
Seit 1808 gehörte Rüttenscheid mit den Bauerschaften Altenessen, Huttrop, Frillendorf, Rotthausen, Schonnebeck und Stoppenberg zur neugegründeten Munizipalität Altenessen mit Sitz in Stoppenberg, welche 1813 zur eigenständigen Bürgermeisterei erhoben wurde. Am 1. Januar 1874 wurde aus dieser die neue Bürgermeisterei Stoppenberg ausgegliedert, an die Rüttenscheid fiel.
Am Ende des Jahres 1856 bekam Rüttenscheid eine eigene Schule. Die Bauernkinder mussten bis zu dieser Zeit entweder in Rellinghausen oder in der Altstadt zur Schule gehen.
1874 fand eine Teilung der Bürgermeisterei statt und Rüttenscheid gehörte zu Stoppenberg. 1884 teilte sich die Bürgermeisterei wieder und Rüttenscheid bildete mit Rellinghausen und Heisingen die Bürgermeisterei Rellinghausen. 1890 wurde die kruppsche Siedlung Altenhof gebaut. 1895 bekam Rüttenscheid ein eigenes Postamt. 1897 kaufte die Gemeinde Rüttenscheid vom Schlosser Johann am Orde ein Grundstück an der Kettwiger Chaussee, auf dem 1901 der Grundstein für das Rathaus der im Jahre 1900 aus der Bürgermeisterei Rellinghausen gelösten Gemeinde gelegt wurde. 1903 war das Rathaus bezugsfertig. Das Bürgermeisteramt übernahm Friedrich Wilhelm Hild, der es bis zur Eingemeindung nach Essen im Jahre 1905 innehatte. Im Rüttenscheider Rathaus befand sich die Gemeindesparkasse Rüttenscheid. Anstelle des im Kriege zerstörten Rathauses steht heute ein Neubau der Sparkasse. 1948 wurde die westlich gelegene Margarethenhöhe als eigenständiger Stadtteil von Rüttenscheid abgetrennt.

### Wappen

Wappen von Rüttenscheid

Blasonierung: „In Gold (Gelb) eine aufsteigende rote Spitze, darin in wechselnden Farben in Rot und Gold (Gelb) je ein gestürztes Lindenblatt besteckt mit einem Kleeblattkreuz.“
Das Wappen wurde von Kurt Schweder entworfen und hatte nie offiziellen Charakter. Ende der 1980er Jahre schuf der Heraldiker für alle Essener Stadtteile Wappen. Sie sind inzwischen von der Essener Bevölkerung gut angenommen worden.
Im 12. Jahrhundert stand "Riudenscethe" für Rüttenscheid. Es bezeichnet mit der letzten Worthälfte eine Flächenausscheidung aus grundherrlichem Waldbesitz zur Acker- und Wohnplatznutzung. Diese meist keilförmige Austrennung wird im Wappen mit einer Spitze angedeutet. Die heraldischen Zeichen stammen aus den Wappen der Familie von Schielt (gestürzte Lindenblätter) und der Familie Steenshuis (Kleeblattkreuze).

### Verwaltungsviertel, Haumannplatz
In der Nähe des alten Rüttenscheider Rathauses, in dem ab 1908 die Vorgängerinstitution der Folkwang-Schule für Gestaltung, die städtische Handwerker- und Kunstgewerbeschule, untergebracht war, wurde 1900 an der heutigen Ecke Alfredstraße/Martinstraße die erste evangelische Gemeindekirche Rüttenscheids, die Reformationskirche, in neugotischem Stil errichtet. Sie wurde 1944 völlig zerstört und nicht wiederaufgebaut. Ihr gegenüber liegt der nach einem Lehnsgut der Abtei Werden benannte Haumannplatz, um den einmal ein Villenviertel entstand. Von diesen sind kaum noch welche erhalten. Um 1905 erhielt Rüttenscheid elektrischen Strom. Im Juli 1909 nahm westlich des Haumannplatzes die Königliche Polizei-Direktion Essen an der Zweigertstraße, mit barocken und klassizistischen Elementen, den Dienst auf. Durch Bombentreffer wurden im Zweiten Weltkrieg ein Flügel völlig zerstört und andere Gebäudeteile schwer beschädigt. Danach wurde das Polizeipräsidium wieder aufgebaut und steht seit 1986 unter Denkmalschutz. Es ist heute mit vier Polizeiinspektionen auch für Mülheim an der Ruhr zuständig. Nachdem es bereits seit 1884 ein Justizgebäude gab, wurde zwischen 1908 und 1913 das Königliche Land- und Amtsgericht mit barocker Fassade errichtet und nach Kriegszerstörung Anfang der 1950er Jahre in neuem Stil als Landgericht wiederaufgebaut. Schräg gegenüber dem Gericht steht ein Backstein-Eckhaus (Kortumstraße 46), in dem von 1933 bis 1945 die Geheime Staatspolizei (GeStapo) ihren Sitz hatte. In den Jahren 1927 bis 1928 errichtete man in der Goethestraße/Ecke Krawehlstraße das Backsteingebäude für das Finanzamt Essen-Süd, welches ebenfalls nach Zerstörung mit neuen Seitenflügeln wiederaufgebaut wurde. Das Finanzamt befindet sich seit Sommer 2004 in Altendorf.
Im nördlichen Bereich des Haumannplatzes wurde 1911 mit dem Bau der Villa Herzberg durch den Architekten Edmund Körner begonnen. Bauherr war der jüdische Kaufmann Carl Herzberg (* 14. Januar 1864, † 23. August 1938), der Teilhaber der Essener Getreidegroßhandlung Carl und Gustav Herzberg war. Die dreistöckige, kubische Backsteinvilla mit gerundeten Ecken wies Ähnlichkeiten mit dem noch existierenden Kanzleigebäude des jüdischen Justizrats Salomon Heinemann an der Zweigertstraße auf, wurde jedoch im Zweiten Weltkrieg zerstört.

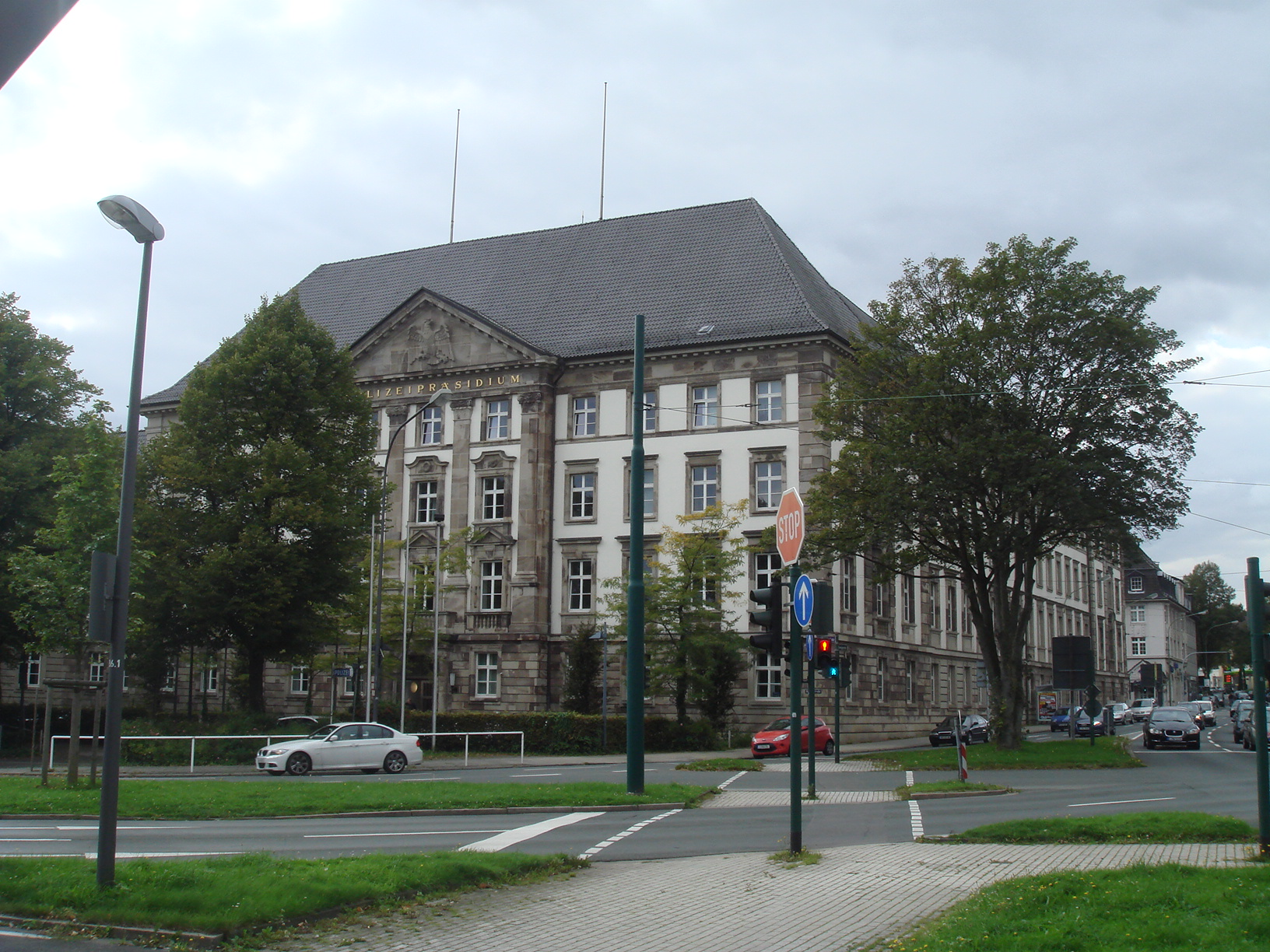
Polizeipräsidium
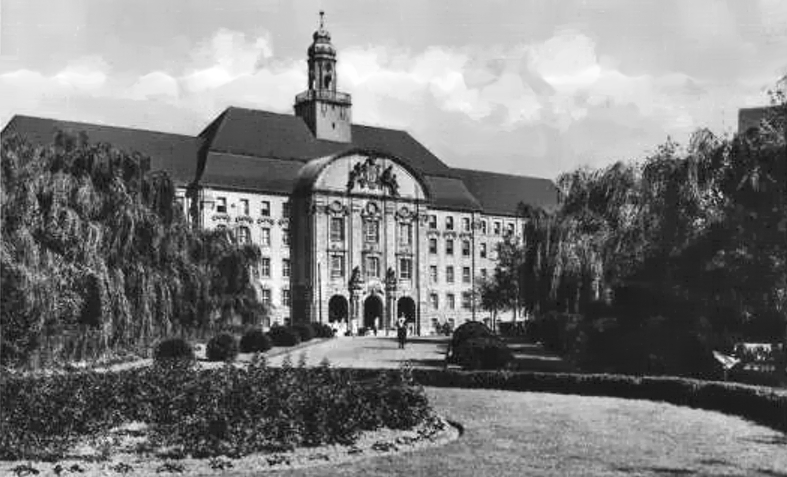
Gerichtsgebäude um 1930
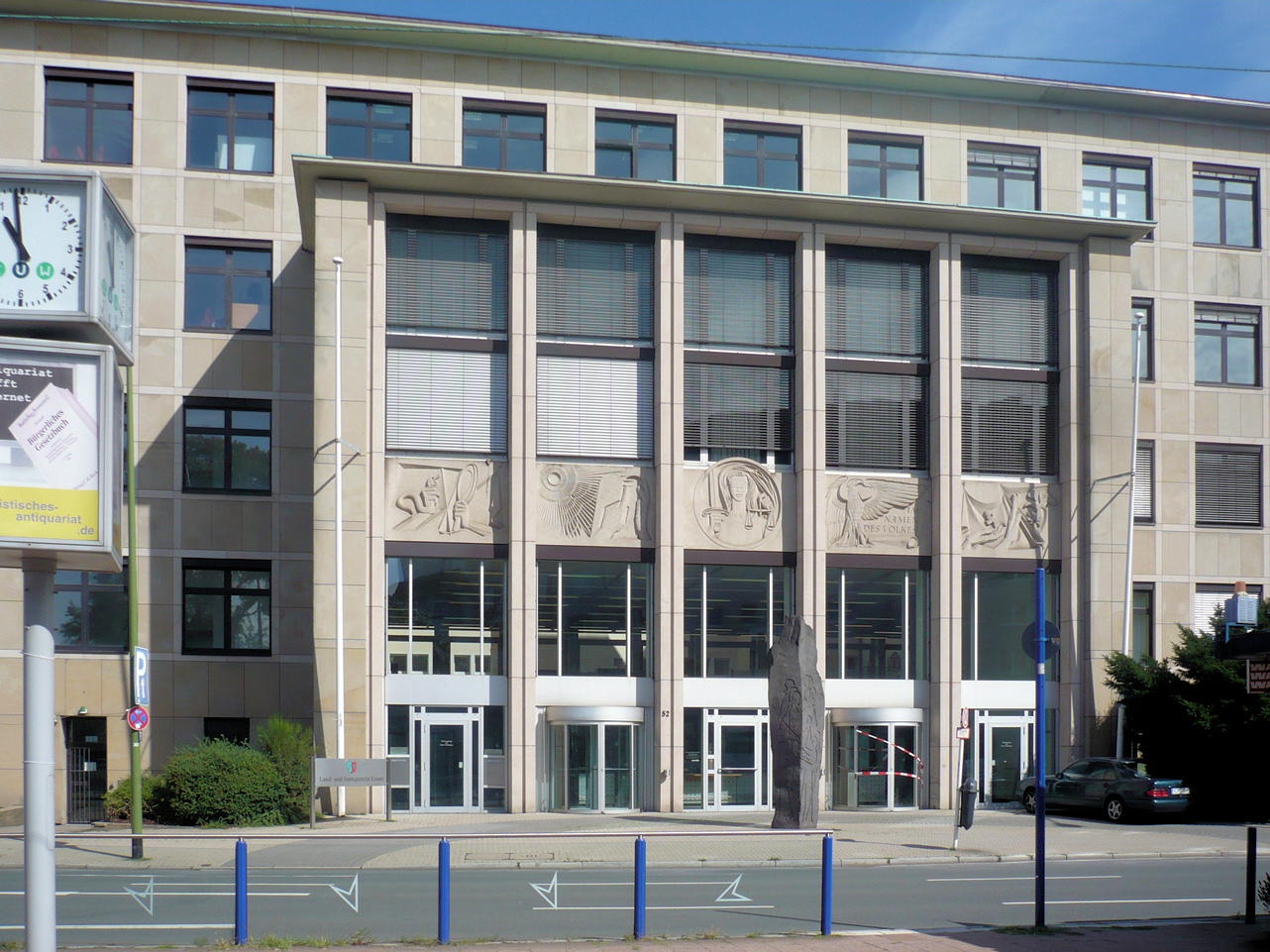
Land- und Amtsgericht heute
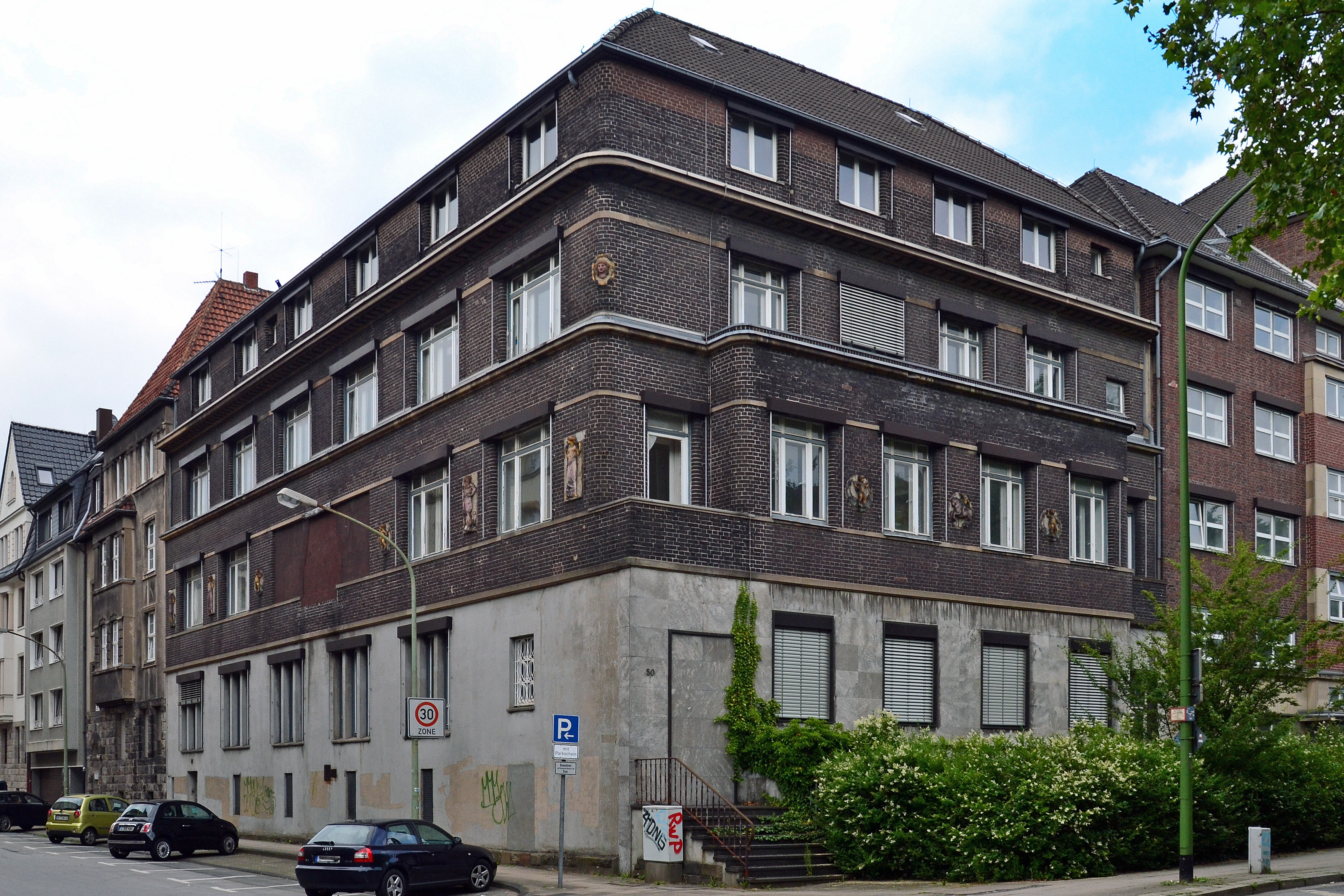
Kanzlei- und Wohnhaus Heinemann

### Straßen und Straßennamen
Eine besondere Geschichte haben die Rüttenscheider Straßennamen. Bis etwa zur Jahrhundertwende 1900 waren die noch dünn gesäten Häuser einfach durchnummeriert. Da die Bevölkerung und damit die Bautätigkeit zur Zeit der Industrialisierung explosionsartig anstieg, gab es 1895 einen Beschluss der Gemeindeverwaltung, Straßennamen einzuführen. Man sah vor, alle Straßen links der Kettwiger Chaussee – der heutigen Rüttenscheider Straße – nach weiblichen Vornamen, und rechts der Chaussee nach männlichen Vornamen alphabetisch von Norden nach Süden zu benennen (Jungen- bzw. Mädchenviertel). Diese Maßnahme, von der die Alfredstraße übrigens nicht betroffen war, wurde bald kritisiert, da sie auf örtliche Begebenheiten keine Rücksicht nahm. Während der Eingemeindungen zur Stadt Essen konnte das System nicht weiter aufrechterhalten werden, da es sonst Mehrfachnennungen im Stadtgebiet gegeben hätte. Aber auch heute wird bei Neubaumaßnahmen an die Tradition angeknüpft, wie anhand der Roswithastraße und des Helgaweges belegt.
Die Kettwiger Chaussee war in Rüttenscheid eine zentrale Straße und bildete um die Jahrhundertwende 1900 die große Verbindung von Essen nach Kettwig. Sie wurde zu dieser Zeit regelmäßig von der Postkutsche von Essen über Kettwig, Hösel, Ratingen nach Düsseldorf befahren. Die Kettwiger Chaussee verlief auf der heutigen Huyssenallee über die Rüttenscheider Straße und zweigte an der Siechenkapelle in den heutigen Wehmenkamp ab. Von da aus folgte sie etwa dem Verlauf der Norbertstraße, die erst 1929 als Verbandstraße angelegt wurde. Der weitere Verlauf führte vorbei am 1905 abgerissenen Montagshof, über den Borbecker Mühlenbach am Hof Overbeck (trug später die Namen Preutenborbeck und Langel) vorbei aufs freie Feld, wo sich heute das Grugabad befindet, und weiter übers freie Land bis hin zur Meisenburgstraße, wo es als markanten Punkt den Hof Asey gab. Etwa am neuen Messeparkhaus befand sich der 1905 abgerissene Montaghof, wo die Postkutsche das sogenannte Montagsloch durchfuhr und dabei den Mühlenbach überquerte. An dieser Stelle ist heute das Hirschgehege des Grugaparks, angrenzend die Messehallen.
Im Winkel der Norbert- und der Lührmannstraße gab es von 1926 bis 1930 einen Vergnügungspark. Er trug den Namen Prater und bot unter anderem auch eine Achterbahn und ein Bootsbecken.
Bis zum Sommer 1986 wurde die bis dahin über die Rüttenscheider Straße verlaufende Straßenbahn unter die Fahrbahn verlegt. Daraufhin begann 1987 die oberirdische Umgestaltung zwischen Rüttenscheider Stern und Martinstraße mit breiteren Fußwegen und schmaleren Fahrstreifen. Dieser Bauabschnitt kostete 2,3 Millionen DM. Der zweite Bauabschnitt verlief vom Rüttenscheider Stern zur Baumstraße. Der damalige Oberbürgermeister Peter Reuschenbach setzte einen der Schlusssteine, auf denen der Name Rü zu lesen ist, was den volkstümlichen Namen der Rüttenscheider Straße bis heute prägt. Der fertiggestellte zweite Bauabschnitt wurde am 3. September 1988 mit dem ersten sogenannten Rü-Fest gefeiert, das seitdem jährlich stattfindet. Der dritte Bauabschnitt von der Martin- bis zur Florastraße wurde 1989 begonnen, wobei die alte Stahlbrücke am Girardethaus durch die heutige, 13 Millionen DM teure Betonbrücke ersetzt wurde. Am 3. Juli 1991 wurde schließlich Rü als attraktive Essener Geschäftsstraße in ihrer ganzen Länge eröffnet.
Nachdem SPD, Grüne und LINKE in der Bezirksvertretung II gegen die Stimmen von CDU und FDP beschlossen hatten, die Von-Seeckt-Straße und die Von-Einem-Straße umzubenennen, wurde dagegen erfolgreich ein Bürgerbegehren im Stadtbezirk durchgeführt. Da sich die Bezirksvertretung II diesem Bürgerbegehren nicht anschloss und weiterhin die Umbenennung in Irmgard- und Ortrudstraße vornehmen wollte, kam es am 3. Februar 2013 zum Bezirksbürgerentscheid über die Frage „Sind Sie dafür, dass die Von-Seeckt-Straße und die Von-Einem-Straße ihre Namen weiterhin behalten sollen?“ Die Frage wurde zu 79,7 Prozent mit ja beantwortet. Auch die notwendige Mindeststimmenanzahl (6.829 Stimmen) wurde mit 10.876 Stimmen erreicht. Die Wahlbeteiligung lag bei 30,0 Prozent. Die Befürworter der Umbenennung in Irmgard- und Ortrudstraße gerieten u. a. in Kritik, als sie 250 Plakate aufhängten, die auch das Konterfei von Adolf Hitler zeigten.

### Montagsloch
Rüttenscheid wurde im Zweiten Weltkrieg zu großen Teilen schwer zerstört. Der Begriff Montagsloch ist im Stadtteil als Punkt dunkelster Geschichte bekannt, weil amerikanische Soldaten, nach Ende des Krieges im April 1945, hier in einem der zahlreichen, von Regenwasser gefüllten Bombenkrater 34 stark verweste Leichen fanden. Die englischen Militärs ließen Essener Bürger direkt hier Gräber ausheben, wobei sie vorher die Toten ohne Hilfsmittel aus dem Bombentrichter holen mussten. 40 Mitglieder der provisorischen Stadtverwaltung wurden zur Beisetzung aus einer Sitzung im Deutschlandhaus geholt. Orthodoxe Grabkreuze wurden hier aufgestellt, bevor die Toten 1949 auf den Ehrenfriedhof im Südwestfriedhof verlegt wurden. Die genaue Identität dieser getöteten Osteuropäer blieb unklar. Sie waren nicht durch Fliegerbomben umgekommen, sondern von der Geheimen Staatspolizei (GeStapo) hingerichtet worden. Im Mai 1945 fand man eine weitere Leiche sowie weitere Knochenreste bei Baggerarbeiten während der Neugestaltung des Grugaparks 1962, die aber nicht mehr zugeordnet werden konnten. 1948 wurden zwar die Verantwortlichen von einem britischen Militärgericht zu langjährigen Haftstrafen verurteilt, jedoch stellte man ein Verfahren gegen die Führung der GeStapo 1960 ein. Unter anderem wurden vom Sitz der GeStapo in Rüttenscheid bereits am 10. November 1938 verhaftete Juden ins Konzentrationslager Dachau deportiert.

### Alter Bahnhof, Girardet-Haus

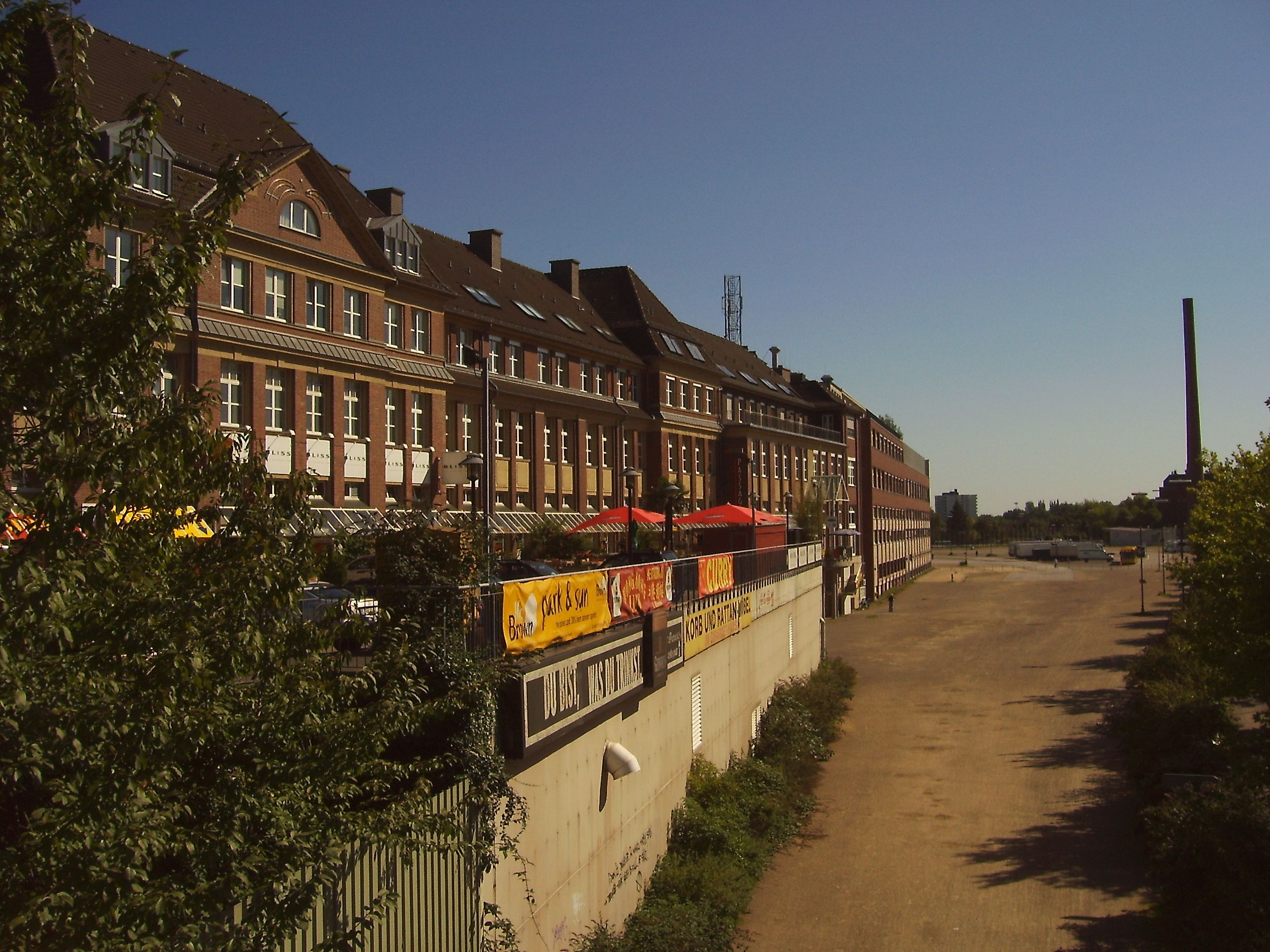
Girardethaus und Fläche des ehemaligen Güterbahnhofs

Der Rüttenscheider Bahnhof lag an der Bahnstrecke Mülheim-Heißen–Altendorf (Ruhr) (heute Burgaltendorf). Ende der neunziger Jahre wich er dem Parkplatz der Grugahalle. Am alten Bahnhof an der Veronikastraße gab es im Zweiten Weltkrieg ein Lager für 25 polnische Zwangsarbeiter, die für die Deutsche Reichsbahn arbeiten mussten. Die Bahnstrecke wurde von 1998 bis 2004 in Abschnitten zum Radweg Grugatrasse umgebaut. Nördlich angrenzend liegt das Girardet-Zentrum, dessen Name auf die 1865 von Wilhelm Girardet gegründete und durch seinen gleichnamigen Sohn weitergeführte Buchdruckerei samt Verlag zurückgeht. 1965 wurde anlässlich des hundertjährigen Firmenjubiläums die Gerswidastraße in Girardetstraße umbenannt. Der Betrieb wurde Mitte der 1980er Jahre eingestellt. Hier wurde bereits 1923 die Brücke der Rüttenscheider Straße über die Bahnstrecke gebaut.

## Persönlichkeiten, die mit Rüttenscheid in Verbindung stehen
- Franz Christoph Büscher (1848–1928), deutscher Jurist und Richter, starb hier
- Carl Nordmann (1849–1922), deutscher Architekt, wirkte hier
- Friedrich Alfred Krupp (1854–1902), deutscher Industrieller, wirkte hier verschiedentlich
- Karl Heinrich Gisbert Gillhausen (1856–1917), deutscher Bauingenieur, Industriemanager und Politiker, starb hier
- Bernhard Schulz (1861–1933), deutscher Architekt, Kommunalpolitiker, Lehrer und Anwalt, starb hier
- Otto Heinemann (1864–1944), deutscher Kommunalpolitiker, war in Rüttenscheid Gemeinderat
- Friedrich Wilhelm Hild (1870–1908), deutscher Politiker, erster und einziger Bürgermeister von Rüttenscheid
- Heinrich Kirchhoff (1874–1934), deutscher Kunstsammler, wurde hier geboren
- Hermann Bach (1875–1944), deutscher Chemiker, lebte hier
- Wilhelm Hölling (1880–1953), deutscher Wirtschaftsjurist im Bergbau, wirkte hier
- Otto Trieloff (1885–1967), deutscher Leichtathlet, starb hier
- Paul Hans Jaeger (1886–1958), deutscher Politiker, starb hier
- Otto Ohl (1886–1973), deutscher evangelischer Geistlicher, wirkte hier
- Otto Adams (1887–1966), deutscher Gewerkschafter und Abgeordneter des Reichstages, starb hier
- Artur Malkowsky (1891–1972), deutscher Schauspieler, wurde hier geboren
- Carl Hundhausen (1893–1977), deutscher Kommunikationsmanager und -berater, starb hier
- Günther von Stosch (1893–1955), deutscher Politiker, starb hier
- Hannes Pingsmann (1894–1955), deutscher Maler und Grafiker, wurde hier geboren
- Wilhelm Nieswandt (1898–1978), deutscher Unternehmer, starb hier
- Thea Rasche (1899–1971), deutsche Kunstfliegerin und Journalistin, starb hier
- Karl Walter Vervoort (1899–1979), deutscher Missionar, wurde hier geboren
- Kurt Otto (1900–1942), Fußballspieler, wurde hier geboren
- Peter Friedrich Schneider (1901–1981), deutscher Architekt, wuchs hier auf
- Hans Toussaint (1902–1977), deutscher Politiker, starb hier
- Hans Dütting (1903–1966), deutscher Bergwerksdirektor und Funktionär des Deutschen Alpenvereins, starb hier
- Werner Keyßner (1903–1969), deutscher Politiker, wurde hier geboren
- Franz Horn (1904–1963), Fußballspieler, starb hier
- Arnold Schulte (1906–1984), deutscher römisch-katholischer Geistlicher und Religionspädagoge, wirkte hier
- Arnold Haumann (1923–2008), deutscher evangelischer Pfarrer und Friedensaktivist, wirkte hier
- Ingrid Siebeke (1924–2018), deutsche Politikerin, wurde hier geboren
- Hans-Ulrich Stephan (1931–2009), deutscher evangelischer Theologe, wirkte hier
- Werner Lechte (1944–2018), deutscher Kirchenmusiker und Hochschullehrer, wirkte hier
- Gerd Gatzweiler (* 1945), deutscher Taekwondo-Trainer, wirkte hier
- Michael Wildt (* 1954), deutscher Historiker und Hochschullehrer, wuchs hier auf
- Kai Gehring (* 1977), deutscher Politiker, lebt hier
- Serge Menga (* 1977), deutscher politischer Aktivist, lebt hier